# Silaum

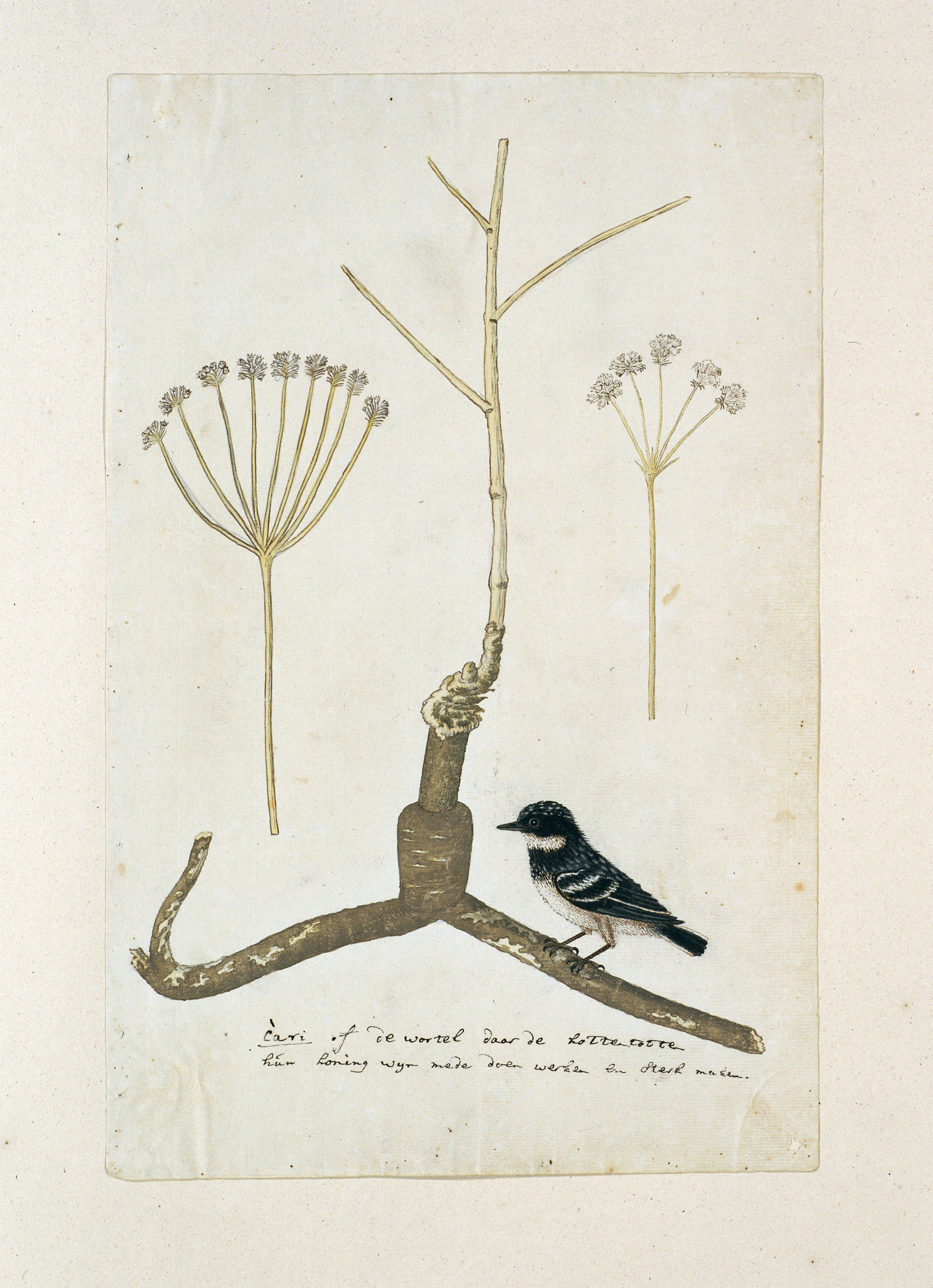
Зонтичні

Силаум (Silaum) — рід квіткових рослин сімейства морквяно-петрушкових, Apiaceae. В цей час існує десять видів, поміщених в рід, список яких наведено нижче.

## Опис
Рослини роду Силаум мають зонтики, характерні для рослин сімейства Зонтикові; парасольки у видів Силаум зазвичай не мають приквітків. Види роду також, як правило, мають кілька зонтиків (вторинні зонтики складних зонтик), і ці зонтики мають кілька маленьких приквітків.Залишки відмерлого листя часто можна знайти біля основи рослини; рослини в Силаумі рясно розгалужені.
Плоди видів Silaum мають подовжене квітколоже, тонку ніжку, що підтримує кожну половину розкритого або розкритого плода. Крім того, плоди роду подовжені, розділені і не сплюснуті. Мерикарпії (один плодолисток зонтичного плоду)  мають гострі краї та п'ять досить низьких валиків.  Рослини роду також мають масляну трубку в плоді, одна трубка на кожен гребінь борозни.
Пелюстки, які оточують квіти, жовтого кольору.

## Таксономія
Силаум був вперше офіційно описаний у 1754 році шотландським ботаніком Філіпом Міллером, відповідальним за фізичний сад Челсі ; цей опис був опублікований у його власній довідковій серії Словник Садів (1754). Етимологія Silaum явно не була запропонована Міллером, який застосував назву рослини, використану Плінієм, хоча вона може стосуватися гірського плато Ла — Сіла на півдні Італії.

## Види
Глобальний інформаційний фонд біорізноманіття перераховує десять видів, які наразі входять до роду Silaum:
- Silaum besseri
- Silaum foliosum
- Silaum perfoliatum
- Silaum peucedanoides
- Silaum popovii
- Silaum saxatilis
- Silaum serotinum
- Silaum silaus (L.)
- Silaum tenellum
- Silaum tenuifolium

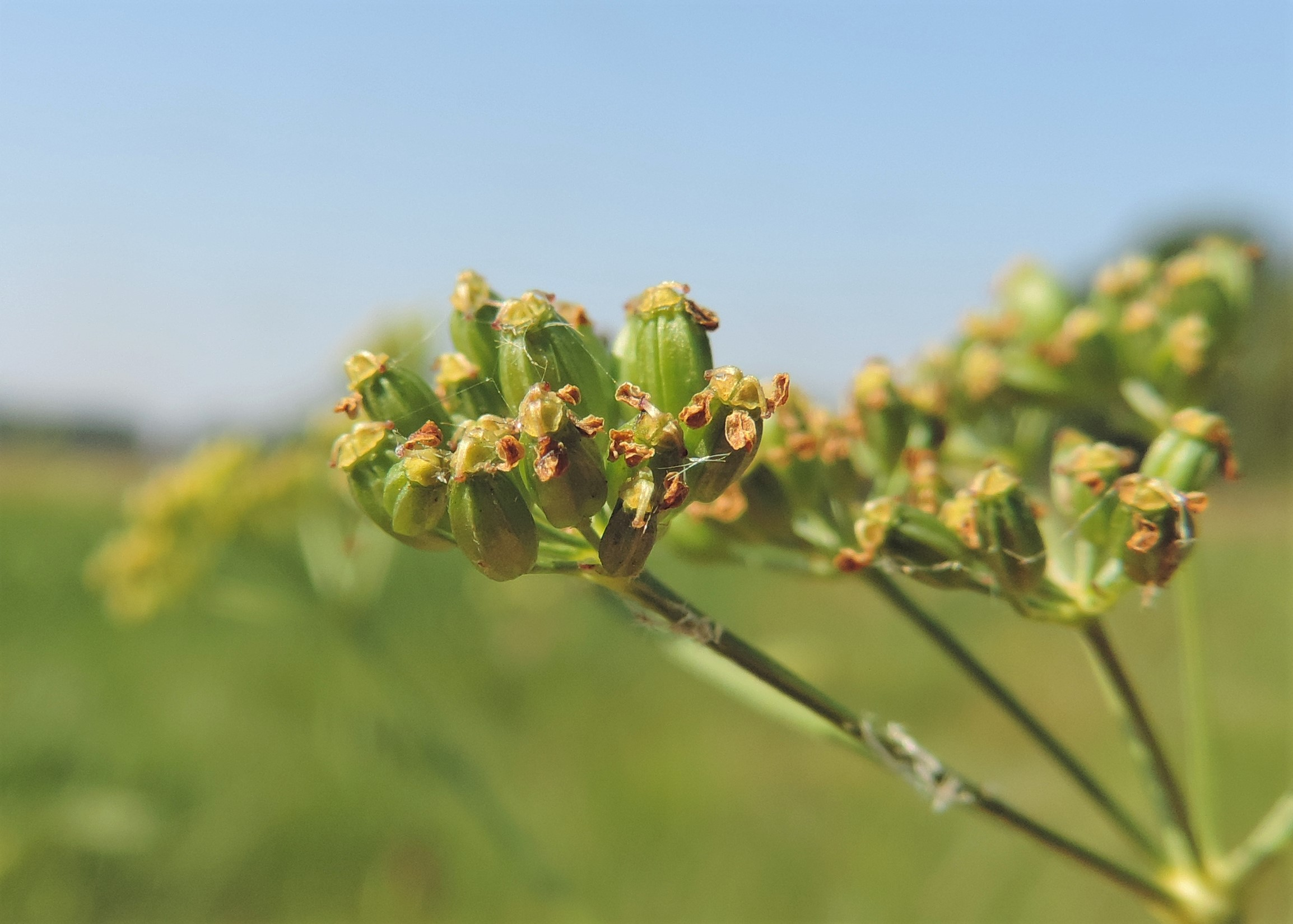
Silaum silaus
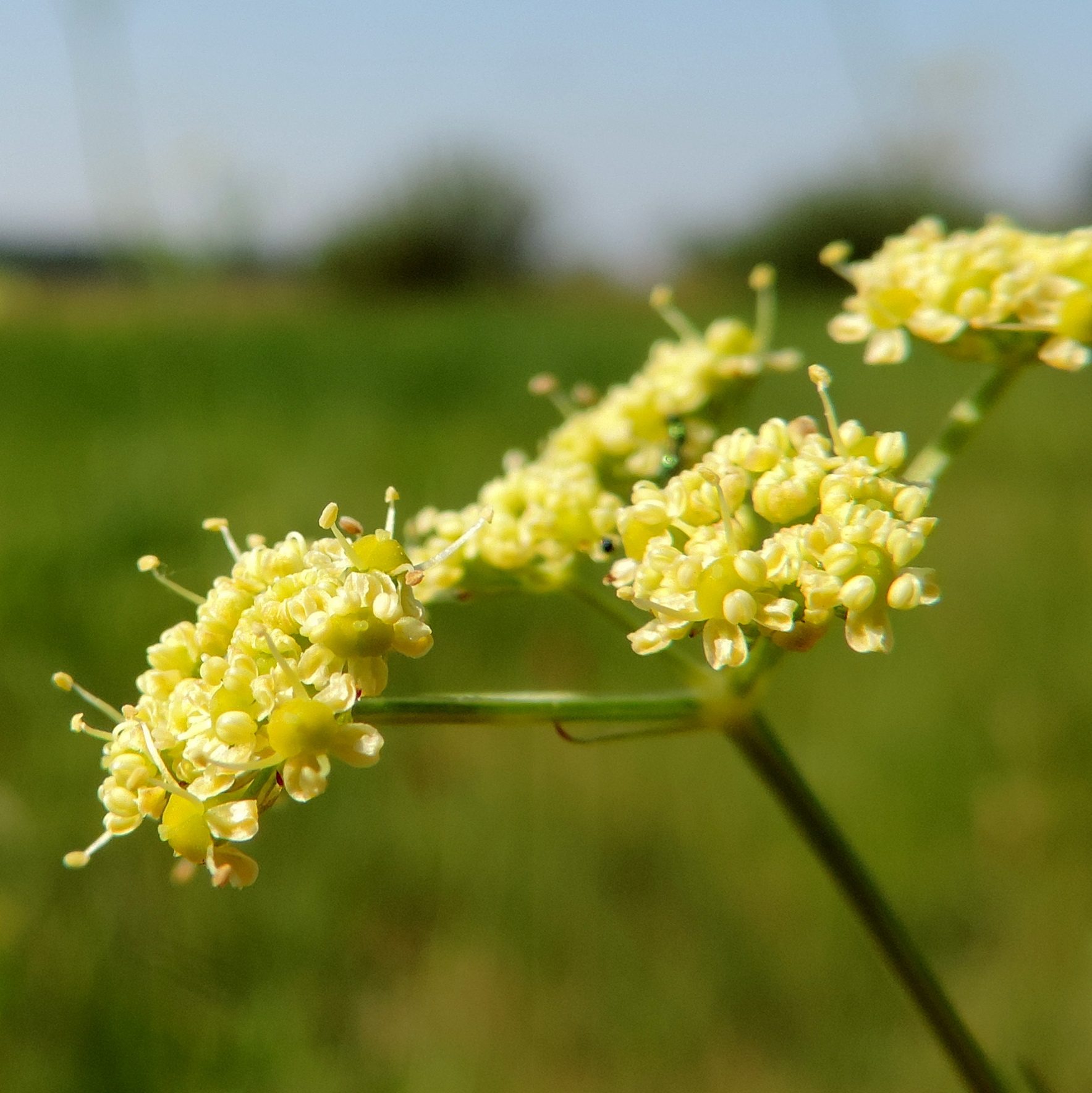
Суцвіття
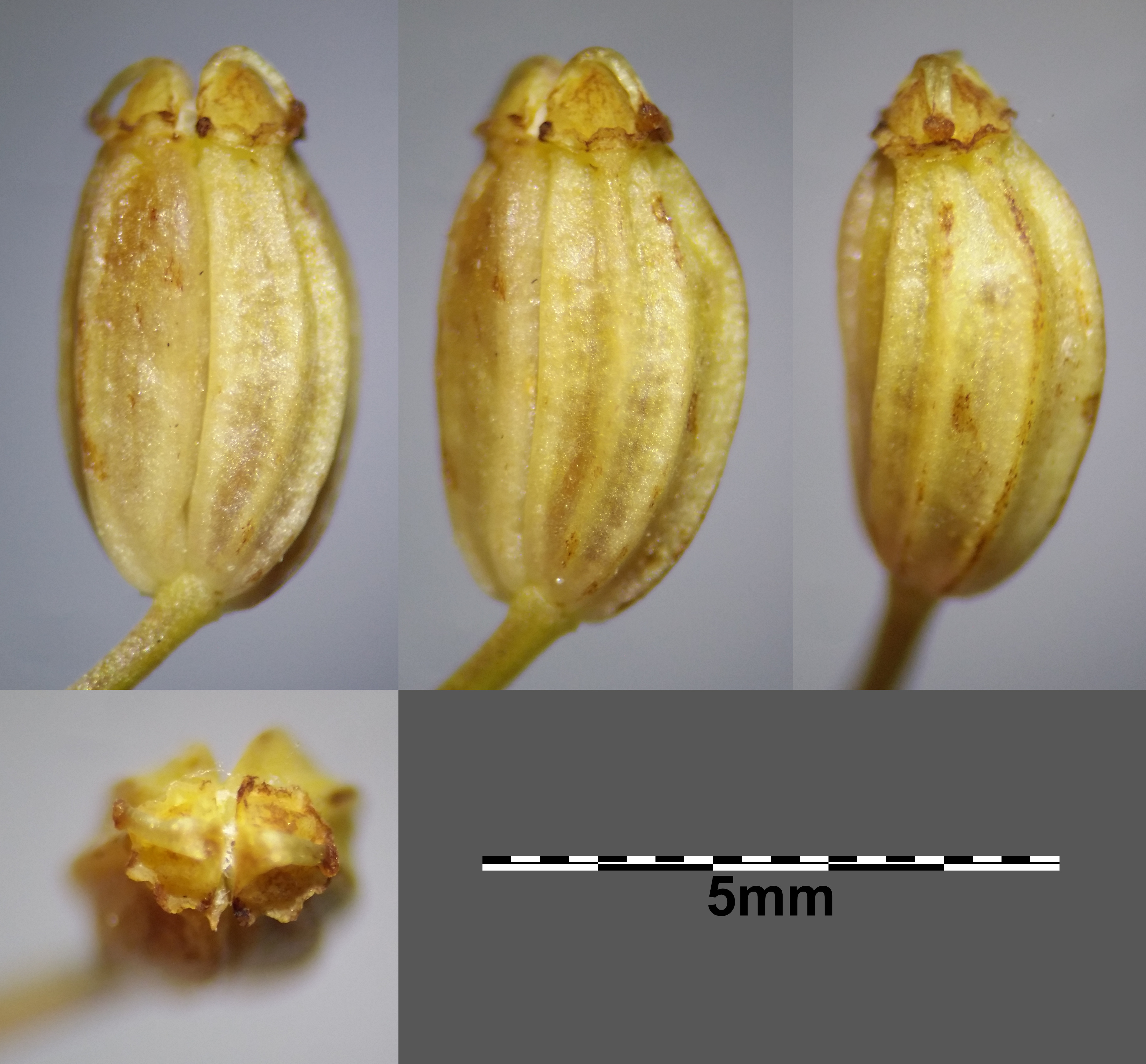
Плоди р.Силаус
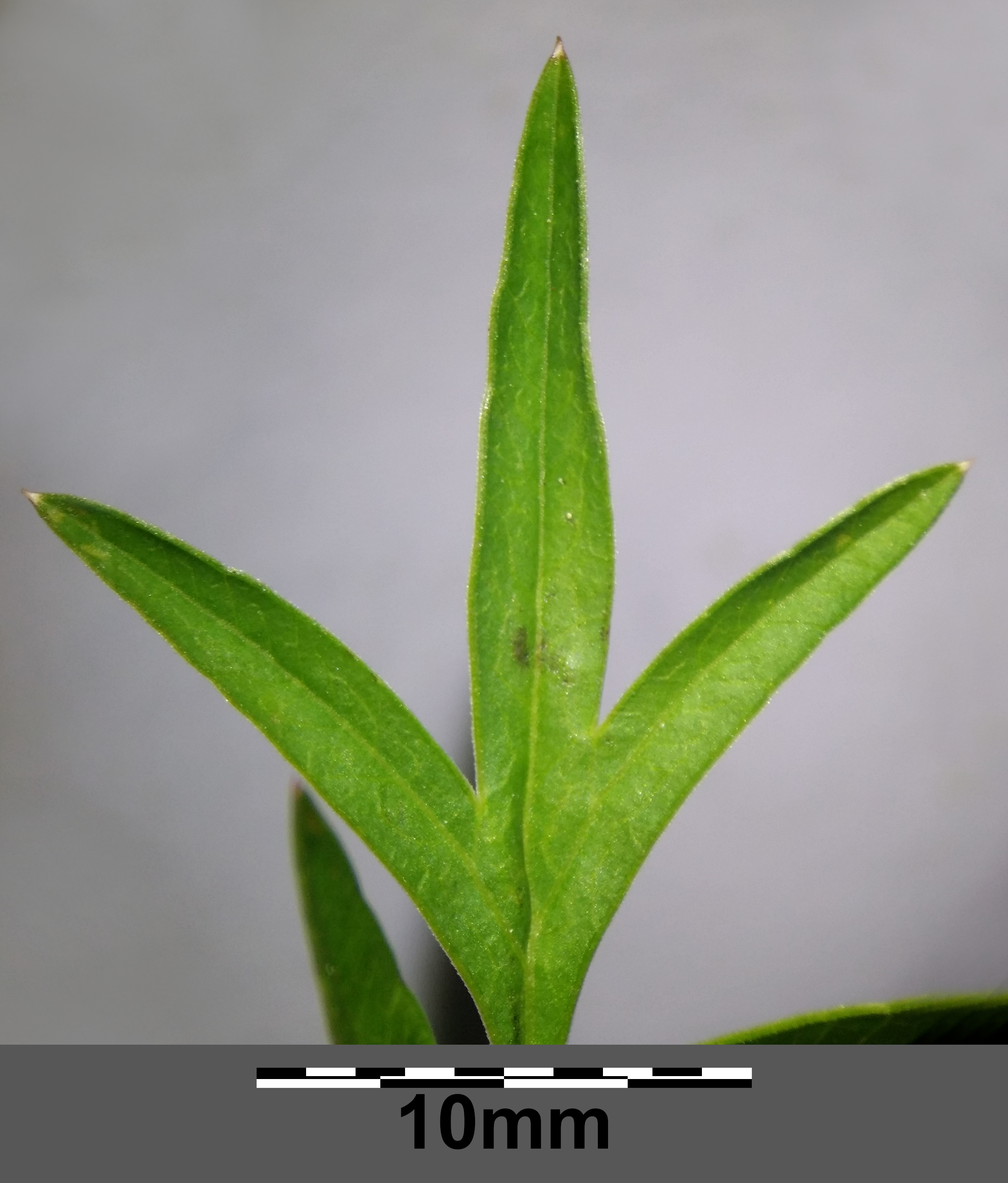
Форма листка р.Силаус